# Aéroport international de Bassorah
Pour les articles homonymes, voir BSR.
L'Aéroport international de Bassorah arabe : مطار لبصرة الدولي (code IATA : BSR • code OACI : ORMM), est le principal aéroport de la ville de Bassorah en Irak. Il est desservi par la compagnie Iraqi Airways.

## Situation
| Nadjaf Bagdad Bassorah Erbil Mossoul Souleimaniye Nassiriyah |